# 斐濟印地語
斐济印地语（斐济印地语名称： फ़िजी हिंदी )，在当地也被称为印度斯坦语，是一种印欧语系印度-雅利安语支东部印地亚语支的语言，被认为是阿瓦德语的一种方言，并受到相当大来自博杰普尔语、比哈尔语和标准印度斯坦语的影响。它从英语和斐济语中引入了一些借词，同时斐济印地语中也拥有一些独特的许多新造词，以迎合印度裔斐济人如今的居住环境。 第一代印度移民在斐济使用该语言作为通用语，称其为Fiji Baat ，即“斐济话”。它与加勒比海印度斯坦语和在毛里求斯和南非使用的博杰普尔-印度斯坦语密切相关。斐济印地语与比哈尔邦的博杰普尔语， 摩揭陀语等语言与印度北方邦东部的印地语方言有极高的互通度，与现代标准印地语的区别主要在于语音和词汇。
该语言是绝大多数印度裔斐济人的母语，但也有少数印度裔在家里说其他语言。
这种语言非常口语化，有很多的斐济语和英语借词。其与印度的标准印地语的关系同南非语和荷兰语之间的关系相似。
近来，由于斐济政局动荡，大批斐济印度裔移民到澳大利亚、新西兰、美国和加拿大，同时也將斐济印地语帶到了新的居住地。

## 外部鏈結
- 斐濟印地語字典
- 以斐濟印地語寫成的第一部小說 (archive link)
- 斐濟印地語的福音書和羅馬書譯本 （页面存档备份，存于）
- Adhura Sapna（斐濟印地語電影）
- Ghar Pardes（斐濟印地語電影，2009年）
- Ghar Pardes預告片 （页面存档备份，存于）
- 斐濟印地語－印地語辭典 （页面存档备份，存于）
- MyFijiGuide.com
- 維基辭典上的斐濟印地語字彙 （页面存档备份，存于）
- Texan talks the talk (archived)